# Nathu La
| Tibetische Bezeichnung                      |
| ------------------------------------------- |
| Tibetische Schrift: རྣ་ཐོས་ལ་                 |
| Wylie-Transliteration: rna thos la          |
| Offizielle Transkription der VRCh: Natoi La |
| THDL-Transkription: Natö La                 |
| Andere Schreibweisen: Nathö La              |
| Chinesische Bezeichnung                     |
| Vereinfacht: 乃堆拉                         |
| Pinyin:Nǎiduī Lā                            |

Nathu La (Natoi La; auch Nathula; Nepali: नाथू ला, Nāthū Lāⓘ) ist ein Gebirgspass an der indo-tibetischen Grenze, der den indischen Bundesstaat Sikkim mit dem Autonomen Gebiet Tibet (China) verbindet. Er war Teil der südlichen Route der Seidenstraße, wurde aber 1962 infolge des Indisch-Chinesischen Grenzkriegs geschlossen. Im Juli 2006 wurde der Grenzübergang wieder geöffnet.

## Geographie
Der Nathu La liegt 56 km östlich von Sikkims Hauptstadt Gangtok auf einer Höhe von 4310 m (andere Angabe: 4545 m) und ist etwa 460 km von der tibetischen Hauptstadt Lhasa und 550 km von der indischen Hafenstadt Kolkata entfernt. Der Nathu La ist im Winter nicht passierbar, da starke Schneefälle und Temperaturen unter −25 °C üblich sind.
Die Straße von Gangtok zum Nathu La, die zu den höchsten befahrbaren Straßen der Welt gehört, ist landschaftlich besonders reizvoll. Die Vegetation wechselt von subtropischen Wäldern über alpine Klimate bis hin zur Tundra und Kältewüste im Hochgebirge. Auf der chinesischen Seite führt der Weg weiter zum Chumbi-Tal im tibetischen Hochland.

## Geschichte
Der Nathu La wurde schon in der Antike als Abzweigung der Seidenstraße benutzt, die Lhasa mit der bengalischen Ebene verband. Nachdem 1815 die Briten Gebiete Sikkims, Nepals und Bhutans annektiert hatten, nahm der Handel über den Pass deutlich zu. Im Dezember 1893 wurde ein Handelsvertrag zwischen dem Königreich Sikkim und Tibet abgeschlossen, der den Warenfluss über den Nathu La garantierte.
Im September 1904 schlossen die britischen Kolonialherren mit Tibet ein Abkommen, das den Briten nicht nur den Zugang zum Chumbi-Tal, sondern auch die Errichtung von Handelsposten in den tibetischen Städten Gyangzê und Gartok ermöglichte. Dieser Vertrag wurde aber von den Briten unter massiven Druck erzwungen, nachdem der britische Forschungsreisende und Offizier Francis Younghusband im britischen Tibetfeldzug den 13. Dalai Lama Thubten Gyatso vertrieben und die Hauptstadt Lhasa eingenommen hatte. Nachfolgende Verhandlungen bestätigten die Oberhoheit Chinas über Tibet, im November 1904 schlossen die Briten einen Handelsvertrag mit China ab.
Anfang der 1950er Jahre übernahm die neugegründete Volksrepublik China mehr und mehr die Kontrolle über Tibet. Dieses führte 1959 zu einem Volksaufstand, der blutig niedergeschlagen wurde. Zu dieser Zeit diente der Nathu La als Fluchtweg für viele Tibeter. Doch infolge des Indisch-Chinesischen Grenzkrieges, in dem der Nathu La Schauplatz mehrerer Gefechte zwischen den verfeindeten Truppen war, wurde der Pass wie auch weitere Grenzübergänge zwischen Indien und China 1962 geschlossen.
Erst nach über zwanzig Jahren kam es wieder zu einer Annäherung zwischen den beiden Staaten. 1992 wurde als erster der 5115 m hohe Lipulekh-Pass wieder eröffnet, der indischen Gläubigen eine direkte, aber damals noch mühsame Pilgerreise zum See Manasarovar und zum heiligen Berg Kailash ermöglichte. Außerdem wurde angeregt, die Verbindung Lhasa-Kalimpong wiederzueröffnen. Doch es dauerte weitere elf Jahre, bis offizielle Gespräche über eine mögliche Grenzöffnung aufgenommen wurden. Im Jahr 2004 kam es schließlich zu einem Abschluss dieser Gespräche und es wurde eine Öffnung des Nathu La für Oktober 2005 vereinbart. Organisatorische Probleme auf Seiten Chinas verzögerten aber die feierliche Grenzöffnung bis zum 6. Juli 2006. Zur Öffnung des Passes anwesend waren offizielle Vertreter beider Staaten sowie je 100 Händler aus Indien und Tibet, die durch ihren Grenzübertritt die Handelsbeziehungen zwischen beiden Regionen wiederaufnahmen.
Im Jahr 2009 wurde das erste Land-Datenkabel zwischen Indien und China über den Nathu La verlegt.
Am 22. Juni 2015 öffnete China die Grenze für indische Pilger, die zum Kailash und dem Manasarovar See wollen. Im ersten Jahr werden 250 Pilger in fünf Gruppen mit je 50 Personen an der Grenze erwartet. Die Grenzöffnung erspart den Pilgern den Weg über den 5115 m hohen Lipulekh-Pass oder den 5200 m hohen Qang La Pass in Nepal und verkürzt die Reise trotz der größeren Entfernung von bisher 20 Tagen auf 12 Tage. Nach einer erneuten Schließung im Jahr 2017 wurde er 2018 wieder geöffnet. Der Pass mit einer asphaltierten Straße ist weiterhin im Winter geschlossen und auch sonst nur für lizenzierte Händler und organisierte Pilgerreisen geöffnet. Indische Touristen benötigen eine Genehmigung für einen Besuch der Passhöhe (ohne Grenzübertritt), Ausländer haben keinen Zugang.

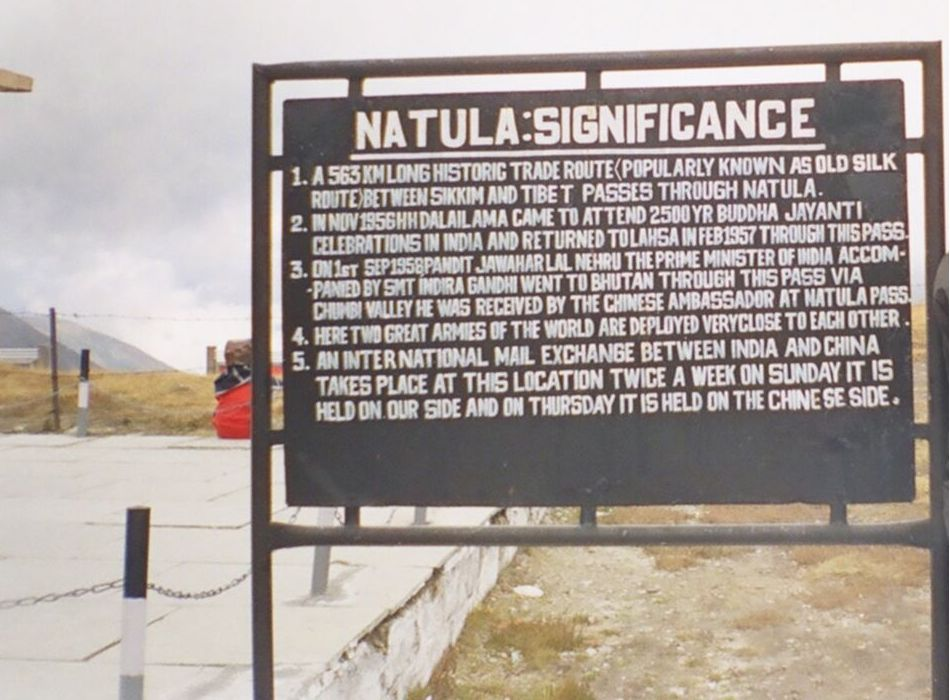
Informationsschild am Nathu-La-Pass
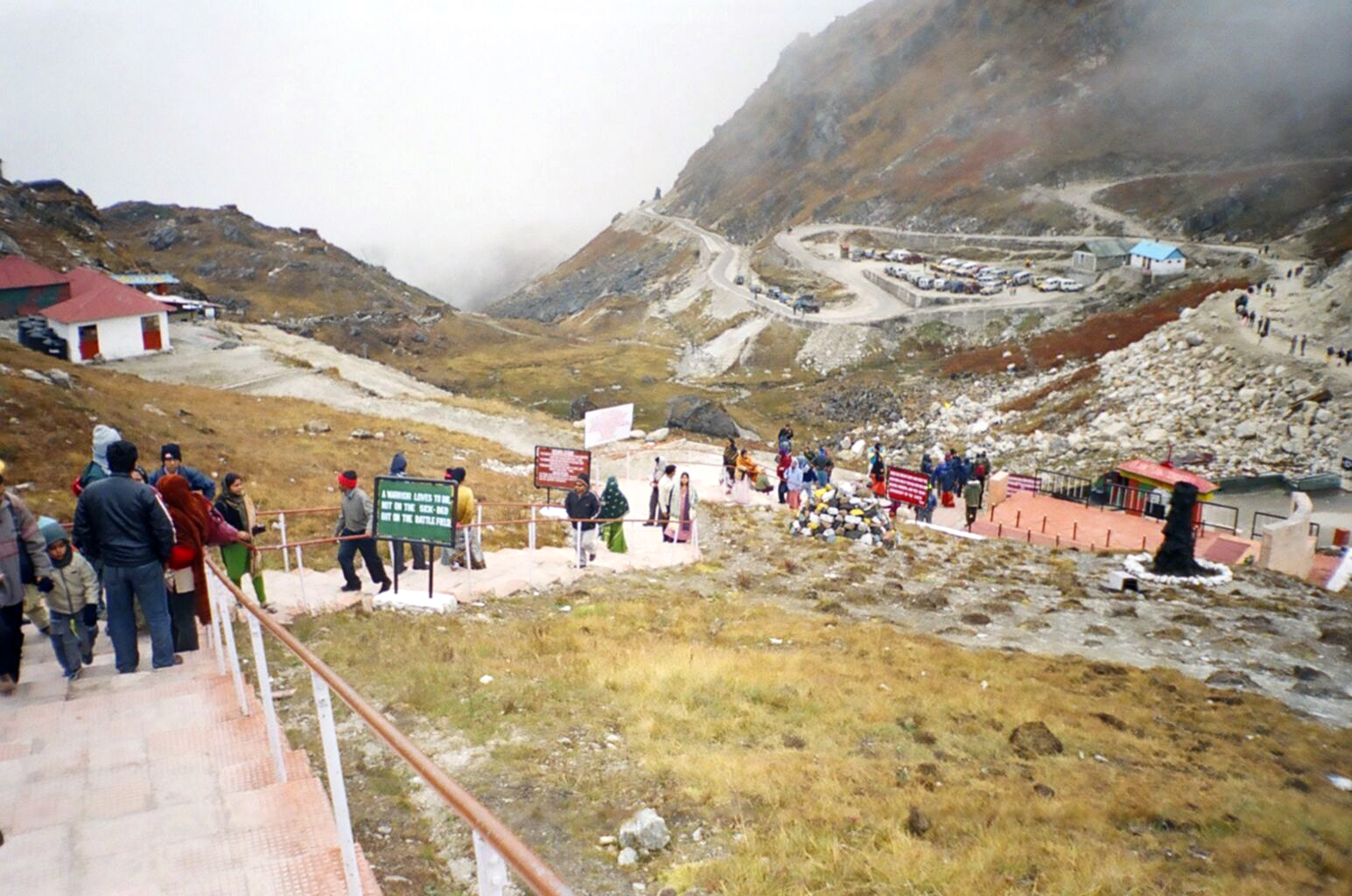
Nathu La nahe der chinesisch-indischen Grenze
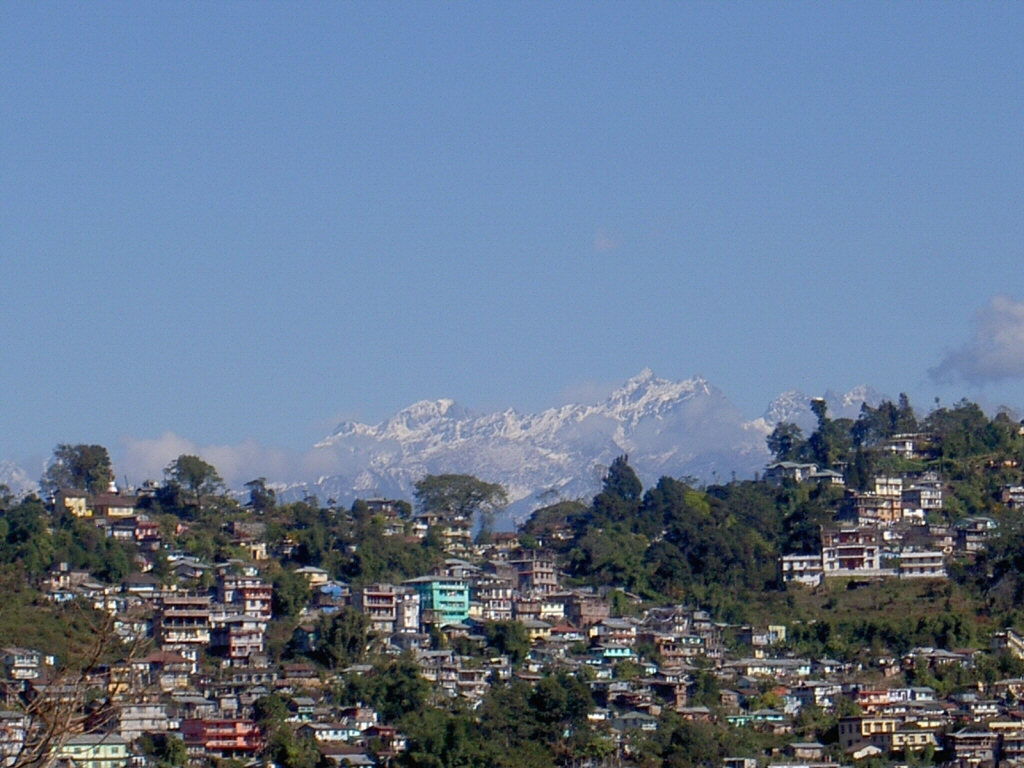
Nathu La, von Kalimpong gesehen